# Капет Сільвій
Капет Сільвій (лат. Capetus Silvius) — міфічний цар Альба-Лонги. За однією з версій, епонім Капітолійського пагорба в Римі.

## Біографія
Згідно з переказами, Альба-Лонга була заснована Асканієм як колонія Лавініуму. Місто було столицею Латинського Союзу і важливим релігійним центром. Альбою-Лонгою правили царі з роду Сільвіїв, нащадки брата або сина Асканія. З цієї династії, по материнській лінії, походили близнюки Ромул і Рем — засновник Риму. Французький історик XVIII століття Луї де Бофор першим висловив думку про штучність списку. Ця гіпотеза була підтримана наступними вченими і залишається загальновизнаною. Вважається, що список служив для заповнення трьохсотрічної лакуни між падінням Трої і заснуванням Риму. Археологічні відкриття XX століття дозволяють судити, що список був сформований Квінтом Фабієм Піктором або кимось із його попередників. На думку антикознавця Александра Грандаззі, початковий список був створений в середині IV століття до н. е.
Капет в римській міфології був нащадком Енея і восьмим царем Альба-Лонги. Він наслідував своєму батькові Капісу Сільвію. Наступником Капета став його син Тіберін Сільвій. Згідно Діонісію Галикарнаському, Капет Сільвій правив протягом 13 років. Антикознавець Роланд Ларош вважав це число штучним, вказуючи на магічне значення числа 13. Також дослідник зазначав, що правління чотирьох царів, Атіса, Капіса, Капета і Тіберіна, сумарно тривали 75 років, що становить рівно два з половиною покоління по тридцять років.

## Етимологія імені

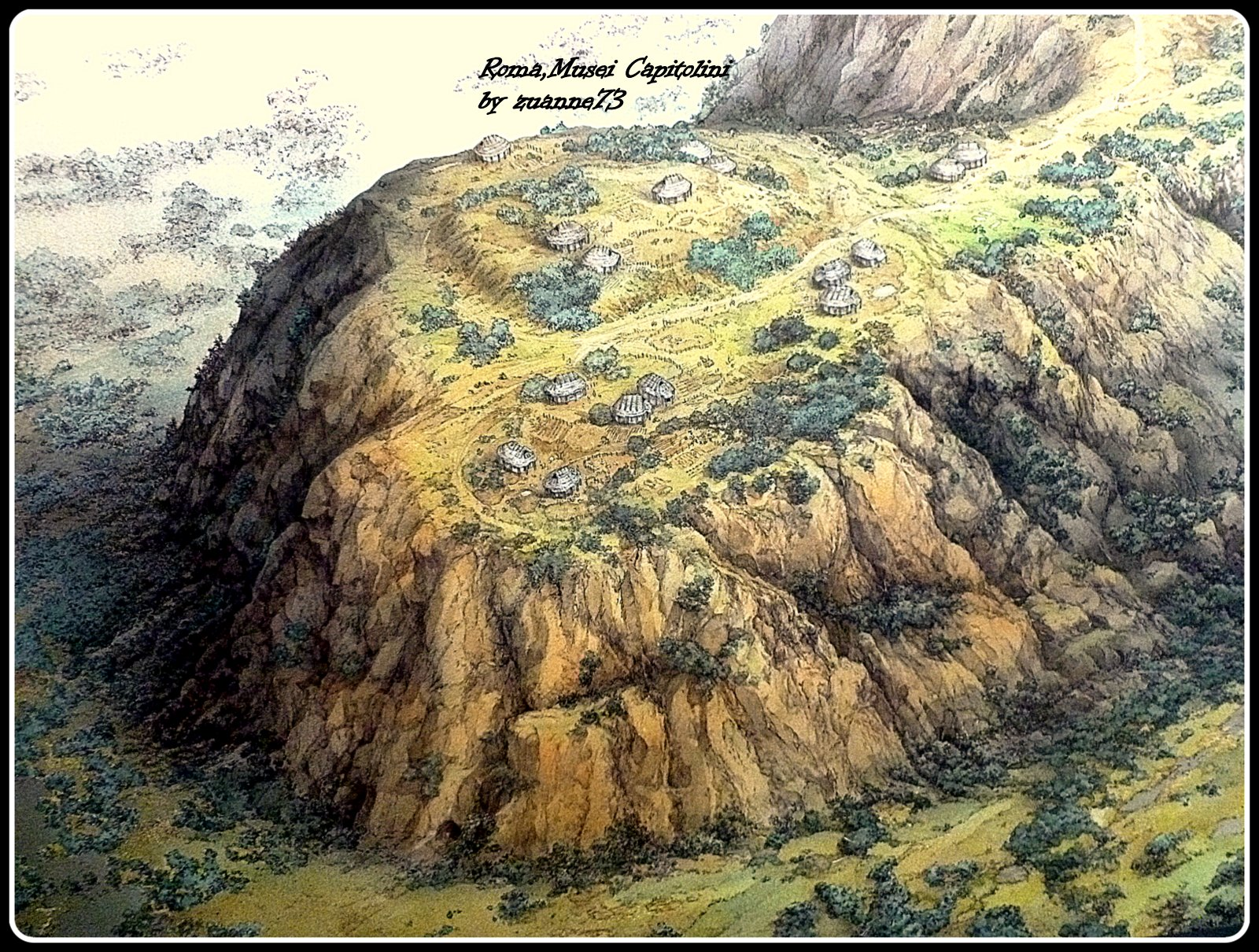
Капітолійський пагорб, до побудови храму, в уявленні сучасного художника

Тит Лівій, Овідій в «Метаморфозах» і «Перший Ватиканський міфограф» називають царя Капет. Діонісій Галікарнаський, Діодор Сицилійський і Овідій в «Фастах» наводять інший варіант імені — Кальпет. У більш пізніх роботах зустрічаються варіанти Карпентис («Хроніка Євсевія»), Карпентий («Chronographeion Syntomon»), Кампей («Хронограф 354 року») і Циден («Excerpta Latina Barbari»). Діон Кассій його пропускає.

Ім'я Капета зустрічається у всіх стародавніх списках альбанських царів. Висловлювалося багато різних теорій про походження його імені. Конрад Трибер пов'язував Капета/Кальпета з римським родом Кальпурніїв, з якого походила третя дружина Гая Юлія Цезаря. За іншою версією, в Капеті бачили персоніфікацію Капітолійського пагорбу, подібно до того як Тіберін Сільвій і Авентін Сільвій персоніфікують інші топоніми Риму. Ще один топонім, з яким пов'язують Капета Сільвія — Капенські ворота.Александр Грандазі вважав, що образ Капета Сільвія виник у результаті помилки когось із римських істориків, допущеної при роботі з джерелами давньогрецькою мовою. За його припущенням, початковий грецький текст був подібний до тексту, який наведений у роботі Діона Касія:
Латин, чиїм сином був Капіс, Капіса сином був Тіберін.Оригінальний текст (д.-гр.)
Λατῖνος, οὖ Κάπης, Κάπητος δὲ παῖς Τιβερῖνος.

Римський історик погано знав грецьку мову і міг інтерпретувати слово дав.-гр. Κάπητος  як ім'я ще одного царя. Робін Хард зазначав, що це ім'я лише одного разу згадується в давньогрецькій міфології. Згідно поемі «Великі Еої», так звали сьомого нареченого Гіпподамії, убитого Еномаєм.

## Напис

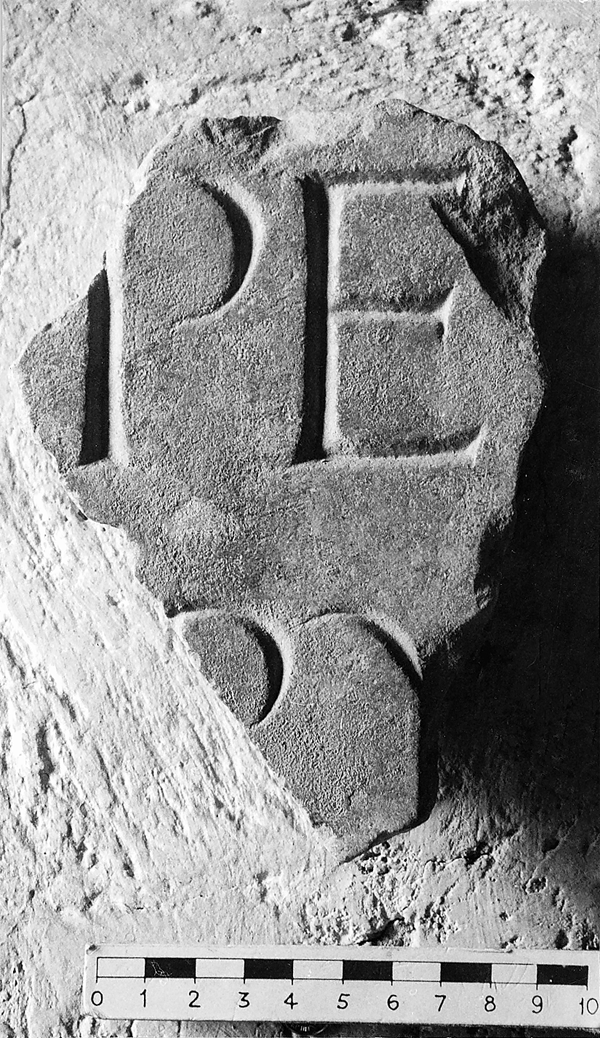
Осколок напису з бази статуї Капета Сільвія

Статуя Капета Сільвія була встановлена на Форумі Августа разом зі статуями інших царів Альба-Лонги. Під час розкопок Форуму було знайдено уламок напису із бази цієї статуї. Текст напису було реконструйовано виходячи з аналізу всіх знайдених уламків. Імовірно, він виглядав так:

[Каль]пе[т Сільвій]
[Ка]пі[са Сільвія с(ин)]
[Альбой правив 13 ро(ків)]
[дев'ятий Латинський цар].
Оригінальний текст (лат.)
[Cal]pe[tus Silvius]
[Ca]py[is Silvii f(ilius)]
[Albae regnavit ann(os) XIII]
[nonus Latinorum Rex].

### Коментар
1. ↑  дав.-гр. Κάπης в генетиві